# Friedrich Anton Rigler
Friedrich Anton Rigler (* 30. Oktober 1797 bei Bamberg; † 26. August 1874 in Potsdam) war ein deutscher Schulleiter und Philologe.

## Leben
Nach dem Schulbesuch in Bayern studierte Rigler ab 1814 Philologie in Münster (Westfalen) und beim Altphilologen Friedrich Thiersch in München. Im Jahre 1818 wurde er vom Rheinischen Konsistorium in Köln als Hilfslehrer berufen, bestand am 30. März 1818 bei der wissenschaftlichen Prüfungskommission die Prüfung pro facultate docendi. Danach wurde er Lehrer, später 2. Oberlehrer an der Höheren Bürgerschule in Köln. 1821 wechselte Rigler als 1. Oberlehrer an das Königlich-preußische Gymnasium Bonn, von wo aus er im Herbst 1825 zum Preußischen Gymnasium Aachen mit katholischer Schülerschaft beordert und zum dortigen Direktor ernannt wurde. Weil Rigler zwischenzeitlich zum evangelischen Glauben übergetreten war, wurde er bereits 1827 nach Kleve versetzt, wo er das gemischte Königliche Gymnasium zu Cleve leitete. Nach konfessionellen Streitigkeiten, die mit der Gründung des katholischen Emmericher Gymnasiums 1832 endeten, übernahm er 1836 am Humanistischen Gymnasium in Potsdam das Direktorat, bis er 1868 in den Ruhestand trat.

## Schriften (Auswahl)
- De Platonis Theateto commentatio. Bonn 1822.
- De antiquissimi Romanae reipublicae temporibus. Bonn 1823. 23 S. (Programm Bonn Gymnasium.)
- Platonis politia breviter descripta. Bonn 1824. 19 S. (Programm Bonn Gymnasium.)
- Commentatio de Hercule et Cercopibus. Köln 1826. 16 S. (Programm Aachen Gymnasium.)
- De Manethone astrologo commentatio eiusque Apotelesmatikon. I. II. Cleve 1828. 26 S. (Programm Cleve Gymnasium.)
- Leontii carminis Hermesianactei fragmentum emend. Et latin. Versib. Express etc. Köln 1828 (zusammen mit Moritz Karl August Axt besorgte Ausgabe)
- Manethonis Apotelesmaticorum biblia sex. hg. v. Rigler/Axt, Köln 1832. online
- Annotationes maximam partem criticae ad poetarum latinorum, qui minores vocantur lyrica. Appendix syllogen continens animadversionum in librum Manethonis Apotelesm. Secundum. Cleve 1829. 35 S. (Programm Cleve Gymnasium.)
- Annotationes maximam partem criticae ad Taciti vitam Agricolae. Cleve 1835. 37 S. (Programm Cleve Gymnasium.) ND ISBN 978-1245136884
- Festrede zum Andenken an die Einführung der Reformation in der Mark Brandenburg, 31. Oktober. Potsdam 1839. 14 S. (Programm Potsdam Gymnasium.)
- Einige Gedanken über Gymnasial- und Realbildung. Potsdam 1839. 28 S. (Programm Potsdam Gymn.)
- Annotationes ad Tibullum. Part. I. Potsdam 1839. 31 S. (Programm Potsdam Gymnasium.)
- Trauerrede. Zum Gedächtnis des Königs Friedrich Wilhelm III. Potsdam 1840. 21 S. (Programm Potsdam Gymnasium.)
- Annotationes ad Tibullum. Part. II. Potsdam 1842. 60 S. (Programm Potsdam Gymnasium.)
- Annotationes ad Tibullum. Part. III. Potsdam 1844. 60 S. (Programm Potsdam Gymnasium.)
- Meletemata Nonniana. Part. I–VI, Potsdam 1850–1862. (Programm Potsdam Gymnasium.), ND ISBN 978-1272563059